# 1672
Évszázadok: 16. század – 17. század – 18. század
Évtizedek: 1620-as évek – 1630-as évek – 1640-es évek – 1650-es évek – 1660-as évek – 1670-es évek – 1680-as évek – 1690-es évek – 1700-as évek – 1710-es évek – 1720-as évek
Évek: 1667 – 1668 – 1669 – 1670 –  1671 – 1672 – 1673 – 1674 – 1675 – 1676 – 1677

## Események

### Határozott dátumú események
- március 17. Anglia hadat üzen Hollandiának.[1]
- szeptember 14. – Az idősebb Petrőczy István vezette bujdosók legyőzik a császáriakat az enyickei ütközetben.
- október 2. – A bujdosók elfoglalják Eperjest.[2]
- október 16. – Lengyelország és az Oszmán Birodalom megköti a bucsacsi békerszerződést.[3]
- október 20. – A Pika Gáspár vezetésével fölkelt szlovák parasztok elfoglalják a császári csapatok kezén lévő Árva várát. (Johann Spork generális november 24-én visszafoglalja a várat, Pika Gáspárt 24 falusi bíróval együtt kivégezteti.)[2]
- október 26. – A györkei ütközetben az ellentámadásba lendülő császáriak visszaűzik a bujdosókat Erdélybe és a Partiumba.

### Határozatlan dátumú események
- augusztus – A felső-magyarországi felkelés kezdete. A Partiumban gyülekező magyarországi bujdosók több ezerre nőtt serege több császári kézen lévő várat elfoglal.
- október vége – A bujdosók megszállják Sáros és Szepes megyéket.[2]
- december – A bujdosók segélykérő követeket küldenek a Portára.[2]
- az év folyamán – 
  - Kollonich Lipót horvát származású katolikus főpap lesz a Magyar Kamara elnöke.[2]
  - Francia–holland háború (1672–78). (A franciák szövetkezve az angolokkal és a svédekkel behatolnak Németalföldre, hogy az országot a Francia Királysághoz csatolják.)
  - A törökök betörnek Ukrajnába és Podóliába.

## Az év témái

### 1672 az irodalomban
- Molière a Tudós nők című darabjának bemutatója.

## Születések
- február 28. – Aachs Mihály, magyar író, iskolaigazgató († 1711)
- március 12. – Sir Richard Steele, angol író, lapszerkesztő († 1729)
- május 1. – Joseph Addison, brit esszéista, újságíró († 1719)
- június 10. – I. (Nagy) Péter, az Orosz Birodalom első imperátora († 1725)
- október 21. – Ludovico Antonio Muratori itáliai történész, pap, író, numizmatikus és könyvtáros († 1750)
- október 28. – Csáky Imre bíboros, kalocsai érsek, költő († 1732)

## Halálozások
- július 3. – Francis Willughby angol ornitológus és ichthiológus (* 1635)
- november 6. – Heinrich Schütz német zeneszerző (* 1585)